# Гадиров, Фахраддин Абульфат оглы
Фахраддин Абульфат оглы Гадиров (19 июля 1950, Нуха) — доктор Геолого-минералогических наук, член-корреспондент НАН Азербайджана (2007), действительный член НАН Азербайджана (2014), директор института Нефти и Газа НАН Азербайджана.

## Биография
Фахраддин Гадиров родился 19 июля 1950-м году в Шеки . В 1967-м году окончил школу с серебряной медалью , поступил в 1967 году на физфак Азербайджанского Государственного Университета (ныне Бакинский Государственный Университет)  и в 1972 году его закончил.
Ещё в студенческие годы Ф. Гадиров много участвовал в научно-исследовательской работе,выступал с докладами на заседаниях  Студенческого Научного Общества, активно участвовал в конференциях физиков  Баку, Новосибирска и Москвы, в городах, а также  в студенческих научных конференциях с докладами.
С  1975 года работает в институте геологии  НАН, с 1989 руководитель лаборатории гравиметрии.
В 1984 году защитил кандидатскую диссертацию.
В 2002-м году,защитил докторскую диссертацию на тему  “численные методы измерения гравитационной модели глубинных слоёв Азербайджана” на тему докторскую диссертацию
Изучал сейсмические язвления.
В 1998 и в 2000-х годах в ездил в командировки в США, в Массачусетский Технологический Институт, там начал внедрять GPS исследования в геологию,

## Награды
В 2015 году распоряжением Президента Ильхама Алиева была награждён орденом Славы
Более 250 научных статей, 2 монографий, автор 4 монографий, соавтор, который Ф. Гадиров 9 международного научно-исследовательского проекта был руководителем, в США и в Европе, на международных научных конференциях в Азербайджан неоднократно успешно представлял.
Под его научным руководством были подготовлены  12 кандидатов наук и 1 доктор наук.